# 安德倫
安德倫是土耳其的城鎮，由卡赫拉曼馬拉什省負責管轄，位於該國南部，面積1,178平方公里，海拔高度1,050米，受地中海氣候影響，2011年人口7,845。

## 外部連結
- District governor's official website （页面存档备份，存于） （土耳其文）

37°35′N 36°21′E / 37.583°N 36.350°E